# Johann Ernst von Wallenrodt
Johann Ernst von Wallenrodt, Johann Ernst Graf von Wallenrodt, John Ernst von Wallenrodt (ur. 27 września 1695 w Królewcu, zm. 20 września 1766 w Królewcu) – pruski dworzanin, minister i polityk, angielski i pruski dyplomata.

## Życiorys
Johann Ernst von Wallenrodt, w odróżnieniu od Johanna Ernsta von Wallenrodta (1615–1697), zwanego także Młodszym, należał do pruskiej linii von Wallenrodt. Jego rodzice, Ernst von Wallenrodt z Lekławek (1651–1735) i Katharina Elisabeth von der Groeben (1663–1705), byli zarządcami Morąga, Miłakowa, a także zwierzchnikami Ostródy, Olsztynka i Czerniachowska.
Johann studiował na Albertinie (1711-) i w 1714 udał się przez Genewę, do Francji, gdzie uczestniczył w pogrzebie Ludwika XIV (1715), w karnawale w Brukseli i w 1716 wrócił do Berlina, gdzie został mianowany szambelanem królewskim, w 1722 tajnym radcą i otrzymał Order Szlachetności (Order de la Générosité). W 1723 wyjechał do Hanoweru, gdzie od Jerzego I otrzymał nominację na angielskiego rezydenta w Gdańsku (1724-1735).
W październiku 1724 uczestniczył w posiedzeniu Sejmu w Warszawie, w uroczystościach koronacyjnych Jerzego II w Londynie (1727), oraz w Kongresie Pokojowym w Soissons (Friedenkongress von Soissons) (1728-1729). W 1730 wrócił do Gdańska, reprezentując w randze rezydenta również Prusy (1733-1737). W 1734 został mianowany tajnym radcą stanu lub ministrem stanu i wojny w Berlinie. W 1740 wstąpił do loży masońskiej „Pod Trzema Globami” (Zu den drei Weltkugeln) w Berlinie. Po złożeniu hołdu Fryderykowi Wilhelmowi (1740), w 1742 przeniósł się z Gdańska do Królewca. W styczniu 1743 otrzymał tytuł naczelnego marszałka (Obermarschall). Był protektorem Towarzystwa Niemieckiego w Królewcu (Deutsche Gesellschaft in Koenigsberg) (1743-).
Poseł Prus w Warszawie (1744-1746), m.in. pełniący rolę przedstawiciela na sejmie polskim w Grodnie. W 1744 władze RP i sam August III Sas zażądali odwołania Wallenrodta i rezydenta pruskiego Karla Friedricha Hoffmanna, wmieszanych w sposób nie budzący wątpliwości w aferę zerwania sejmu 1744 roku, w czym dopomógł im poseł francuski Alphonse Marie Louis de Saint-Séverin. Berlin zwlekał jednak jeszcze rok z odwołaniem dyplomatów. Mimo napiętej sytuacji nie doszło do zerwania stosunków dyplomatycznych.
Podczas wojny siedmioletniej, w 1762 został skierowany do Królewca. Zmarł jako minister i naczelny marszałek.